# 施氏马先蒿
施氏马先蒿（学名：Pedicularis stadlmanniana）为玄参科马先蒿属下的一个种。

## 扩展阅读
- 維基物種上的相關：施氏马先蒿